# 松井謙一郎
松井 謙一郎（まつい けんいちろう、1964年 - ）は、日本の経済学者。拓殖大学政経学部教授。

## 人物
慶應義塾大学経済学部卒業後、三菱銀行入行。勤務の傍ら、ロンドン大学にて修士号を、慶應義塾大学にて博士号を取得。2013年4月より拓殖大学政経学部教授。

## 略歴
- 1988年
  - 3月 慶應義塾大学経済学部卒業
  - 4月 三菱銀行（現：三菱UFJ銀行）入行
- 1993年 - 1995年 外務省出向（在フランス日本大使館専門調査員）
- 2002年 - 2004年 日本国際協力システム出向
- 2004年 - 2013年3月 国際通貨研究所出向
- 2011年3月 慶應義塾大学大学院政策・メディア研究科博士課程修了
- 2013年4月 - 拓殖大学政経学部教授

## 著書
- 『パリクラブ 公的債務リスケ交渉の最前線で』（財経詳報社、1996年）